# Simon Poulat
Simon Poulat – francuski brydżysta, World Master (WBF).

## Wyniki brydżowe

### Zawody światowe
W światowych zawodach zdobył następujące lokaty:
| Mistrzostwa Świata. Konkurencja teamów | Mistrzostwa Świata. Konkurencja teamów | Mistrzostwa Świata. Konkurencja teamów | Mistrzostwa Świata. Konkurencja teamów | Mistrzostwa Świata. Konkurencja teamów | Mistrzostwa Świata. Konkurencja teamów |
| Rok                                    | Miejsce                                | Zawody                                 | Kategoria                              | Drużyna                                | Pozycja                                |
| -------------------------------------- | -------------------------------------- | -------------------------------------- | -------------------------------------- | -------------------------------------- | -------------------------------------- |
| 2011                                   | Opatija                                | 2 Światowy Kongres Młodzieży           | Juniorzy BAM                           | France                                 | 9                                      |
| 2011                                   | Opatija                                | 2. Światowy Kongres Młodzieży          | Juniorzy                               | France                                 | 4                                      |
| 2010                                   | Kaohsiung                              | 5. Akademicki Puchar Świata Teamów     | Open                                   | France                                 | 2                                      |
| 2006                                   | Tiencin                                | 3. Puchar Świata Teamów Akademickich   | Open                                   | France B                               | 12                                     |

| Mistrzostwa Świata. Konkurencja par | Mistrzostwa Świata. Konkurencja par | Mistrzostwa Świata. Konkurencja par   | Mistrzostwa Świata. Konkurencja par | Mistrzostwa Świata. Konkurencja par | Mistrzostwa Świata. Konkurencja par |
| Rok                                 | Miejsce                             | Zawody                                | Kategoria                           | Partner                             | Pozycja                             |
| ----------------------------------- | ----------------------------------- | ------------------------------------- | ----------------------------------- | ----------------------------------- | ----------------------------------- |
| 2011                                | Opatija                             | 2. Światowy Kongres Młodzieży         | Juniorzy                            | Aymeric Lebatteux                   | 2                                   |
| 2006                                | Pieszczany                          | 6. Młodzieżowe Mistrzostwa Świata Par | Młodzież Szkolna                    | Vincent Vidalat                     | 18                                  |
| 2006                                | Werona                              | 12. Mistrzostwa Świata                | Open IMP                            | Vincent Vidalat                     | 154                                 |
| 2006                                | Werona                              | 12. Mistrzostwa Świata                | Open                                | Vincent Vidalat                     | 257                                 |

### Zawody europejskie
W europejskich zawodach zdobył następujące lokaty:
| Zawody europejskie. Konkurencja par | Zawody europejskie. Konkurencja par | Zawody europejskie. Konkurencja par    | Zawody europejskie. Konkurencja par | Zawody europejskie. Konkurencja par | Zawody europejskie. Konkurencja par |
| Rok                                 | Miejsce                             | Zawody                                 | Kategoria                           | Partner                             | Pozycja                             |
| ----------------------------------- | ----------------------------------- | -------------------------------------- | ----------------------------------- | ----------------------------------- | ----------------------------------- |
| 2010                                | Opatija                             | 10. Młodzieżowe Mistrzostwa Europy Par | Juniorzy                            | Yannick Valo                        | 32                                  |
| 2008                                | Wrocław                             | 9. Młodzieżowe Mistrzostwa Europy Par  | Juniorzy                            | Vincent Vidalat                     | 38                                  |

## Klasyfikacja
- Simon Poulat – klasyfikacja WBF (ang.)
- Simon Poulat – klasyfikacja EBL (ang.)